# Olivera
Olivera es una localidad argentina de la provincia de Buenos Aires, perteneciente al partido de Luján.
Está ubicada a alrededor de 20 km de Luján, siguiendo la Ruta Nacional 5, entre dos grandes ciudades como Luján y Mercedes. Se llega desde la ciudad de Buenos Aires siguiendo la Autopista del Oeste y luego la Autopista Luján-Mercedes (RN5).

## Población
Cuenta con 1,926 habitantes (Indec, 2010), lo que representa un incremento del 25% frente a los 1,538 habitantes (Indec, 2001) del censo anterior.
| Gráfica de evolución demográfica de Olivera entre 1991 y 2010 |
|                                                               |
| Fuente: Censos nacionales del INDEC                           |

## Toponimia
Se debe su nombre a Don Domingo Olivera,quien dona parte de sus tierras para el paso del ferrocarril el 21 de octubre de 1864, fecha fundacional del pueblo que lleva su nombre, donde crea su estancia llamada “Las Acacias” en la localidad del partido de Lujan (Bs.As). Nacido en Ambato, Virreinato de Perú (Ecuador).

## Historia
Un hecho importante que dio forma definitiva al pueblo, fue el loteo de parte de lo que es hoy el casco urbano, realizado en 1931 por los sucesores de Olivera. La fecha oficial de fundación de pueblo 21 de octubre de 1864. El ferrocarril Sarmiento, ramal Moreno-Mercedes, fue habilitado en 1865, la localidad tuvo su estación denominada Olivera en honor a don Domingo que donó una franja de terreno para construirla. Este medio de transporte permitió que cosechas y carnes de un importante frigorífico local puedan viajar a los centros de distribución y consumo. Lugar histórico, escenario de la Batalla entre las fuerzas nacionales y provinciales el 17 de junio de 1880 en el puente histórico, que luego determinará la capital de la provincia en la ciudad de La Plata.